# Fritz Schultze
Fritz Schultze (Celle, Baixa Saxônia, 1846 – 1908) foi um filósofo alemão.
Schultze nasceu em Celle e estudou em Jena, Göttingen e Munique. Foi professor extraordinario de filosofia em Jena em 1875 e 1876, quando foi apontado professor de filosofia e pedagogia na Universidade Técnica de Dresden.

## Publicações
- Der Fetischismus: Ein Beitrag zur Anthropologie und Religionsgeschichte (1871)
- Geschichte der Philosophie der Renaissance (1st vol. 1874)
- Philosophie der Naturwissenschaft (1881–82)
- Stammbaum der Philosophie (1890)
- Der Zeitgeist in Deutschland, seine Wandlung im 19 und seine muthmassliche Gestaltung im 20 Jahrhundert (1894)